# Faris Haroun
Pour les articles homonymes, voir Haroun.
Faris Haroun, né le 22 septembre 1985 à Bruxelles en Belgique, est un footballeur international belge d'origine tchadienne aujourd'hui retraité qui jouait au poste de milieu offensif.

## Carrière

### En club

#### Chez les jeunes
Après avoir été formé au SCUP Jette et au RWD Molenbeek, Haroun rejoint le KRC Genk en 2002. 

#### Premières expériences professionnelles
Au KRC Genk, il y signe un contrat professionnel l'année suivante. C'est un milieu offensif au jeu physique doté également d'une bonne technique. Lors du mercato d'été 2008, il rejoint le club anversois du Germinal Beerschot.

#### Départ pour l'Angleterre
Le 18 août 2011, il part pour l'Angleterre et signe un contrat de trois ans au Middlesbrough FC, qui évolue en deuxième division anglaise.
Le 31 janvier 2014, il rejoint Blackpool FC.

#### Retour en Belgique
Libre de tout contrat, il signe le 12 novembre 2014 avec le Cercle Bruges KSV.
Après deux années pour le Cercle Bruges KSV, il signe pour le Royal Antwerp FC.
Lors de la finale de la saison 2016-2017, avec le Royal Antwerp FC, il devient champion de deuxième division grâce aux victoires aller/retour sur le KSV Roulers.

### En équipe nationale
International belge espoir, il participe au championnat d'Europe Espoirs 2007 aux Pays-Bas où l'équipe atteint les demi-finales. Grâce à cette performance, la Belgique se qualifie pour les Jeux olympiques de 2008, où elle atteindra également les demi-finales, terminant finalement quatrième.
Faris Haroun a été international à six reprises, sa première sélection datant du 2 juin 2007 contre le Portugal. Il n'a plus été repris depuis 2009.

## Statistiques
| Saison                | Club                  | Championnat           | Championnat | Championnat | Coupe(s) nationale(s) | Coupe(s) nationale(s) | Compétition(s) continentale(s) | Compétition(s) continentale(s) | Compétition(s) continentale(s) | Total | Total |
| Saison                | Club                  | Division              | M.          | B.          | M.                    | B.                    | Comp.                          | M.                             | B.                             | M.    | B.    |
| 2003-2004             | KRC Genk              | Division 1            | 12          | 3           | 1                     | 0                     | -                              | 0                              | 0                              | 13    | 3     |
| 2004-2005             | KRC Genk              | Division 1            | 22          | 4           | 3                     | 0                     | C4                             | 1                              | 0                              | 26    | 4     |
| 2005-2006             | KRC Genk              | Division 1            | 20          | 0           | 0                     | 0                     | C3                             | 2                              | 0                              | 22    | 0     |
| 2006-2007             | KRC Genk              | Division 1            | 21          | 5           | 2                     | 0                     | -                              | 0                              | 0                              | 23    | 5     |
| 2007-2008             | KRC Genk              | Division 1            | 28          | 4           | 1                     | 0                     | C1                             | 1                              | 0                              | 30    | 4     |
| Sous-total            | Sous-total            | Sous-total            | 103         | 16          | 7                     | 0                     | -                              | 4                              | 0                              | 114   | 16    |
| 2008-2009             | Germinal Beerschot    | Division 1            | 31          | 8           | 1                     | 0                     | -                              | 0                              | 0                              | 32    | 8     |
| 2009-2010             | Germinal Beerschot    | Division 1            | 31          | 11          | 1                     | 0                     | -                              | 0                              | 0                              | 32    | 11    |
| 2010-2011             | Germinal Beerschot    | Division 1            | 28          | 5           | 4                     | 1                     | -                              | 0                              | 0                              | 32    | 6     |
| Sous-total            | Sous-total            | Sous-total            | 90          | 24          | 6                     | 1                     | -                              | 0                              | 0                              | 96    | 25    |
| 2011-2012             | Middlesbrough FC      | Championship          | 32          | 2           | 3                     | 0                     | -                              | 0                              | 0                              | 35    | 2     |
| 2012-2013             | Middlesbrough FC      | Championship          | 23          | 4           | 6                     | 0                     | -                              | 0                              | 0                              | 29    | 4     |
| 2013-2014             | Middlesbrough FC      | Championship          | 1           | 0           | 0                     | 0                     | -                              | 0                              | 0                              | 1     | 0     |
| Sous-total            | Sous-total            | Sous-total            | 56          | 6           | 9                     | 0                     | -                              | 0                              | 0                              | 65    | 6     |
| 2013-2014             | Blackpool FC          | Championship          | 9           | 0           | 0                     | 0                     | -                              | 0                              | 0                              | 9     | 0     |
| Sous-total            | Sous-total            | Sous-total            | 9           | 0           | 0                     | 0                     | -                              | 0                              | 0                              | 9     | 0     |
| 2014-2015             | Cercle Bruges KSV     | Division 1            | 13          | 0           | 0                     | 0                     | -                              | 0                              | 0                              | 13    | 0     |
| 2015-2016             | Cercle Bruges KSV     | Division 2            | 29          | 5           | 1                     | 0                     | -                              | 0                              | 0                              | 30    | 5     |
| 2016-2017             | Cercle Bruges KSV     | Division 1B           | 17          | 3           | 1                     | 0                     | -                              | 0                              | 0                              | 18    | 3     |
| Sous-total            | Sous-total            | Sous-total            | 59          | 8           | 2                     | 0                     | -                              | 0                              | 0                              | 61    | 8     |
| 2016-2017             | Royal Antwerp FC      | Division 1B           | 9           | 0           | 0                     | 0                     | -                              | 0                              | 0                              | 9     | 0     |
| 2017-2018             | Royal Antwerp FC      | Division 1A           | 33          | 3           | 0                     | 0                     | -                              | 0                              | 0                              | 33    | 3     |
| 2018-2019             | Royal Antwerp FC      | Division 1A           | 1           | 0           | 0                     | 0                     | -                              | 0                              | 0                              | 1     | 0     |
| Sous-total            | Sous-total            | Sous-total            | 43          | 3           | 0                     | 0                     | -                              | 0                              | 0                              | 43    | 3     |
| Total sur la carrière | Total sur la carrière | Total sur la carrière | 360         | 57          | 26                    | 1                     | -                              | 4                              | 0                              | 390   | 58    |

## Palmarès

### En club
|  |  | KRC Genk - Championnat de Belgique : - Vice-champion : 2007 |  | Royal Antwerp FC - Championnat de Belgique (1) : - Champion : 2023 - Coupe de Belgique (2) : - Vainqueur : 2020 et 2023 - Championnat de Belgique de D2 (1) : - Champion : 2017 |

### En sélections nationales
|  |  | Belgique olympique - Jeux olympiques : - Quatrième : 2008. |